# Ctenomys bonettoi
Ctenomys bonettoi és una espècie de mamífer rosegador de la família dels ctenòmids. És endèmic de la província del Chaco (Argentina).